# 阿克拉半島
65°33′10″S 61°49′00″W / 65.55278°S 61.81667°W
阿克拉半島（英語：Akra Peninsula）是南極洲的半島，東面是迪薩波因特門特角，長11公里、寬5.2公里，因拉森冰棚斷裂形成，以保加利亞東南部古鎮命名。

## 外部連結

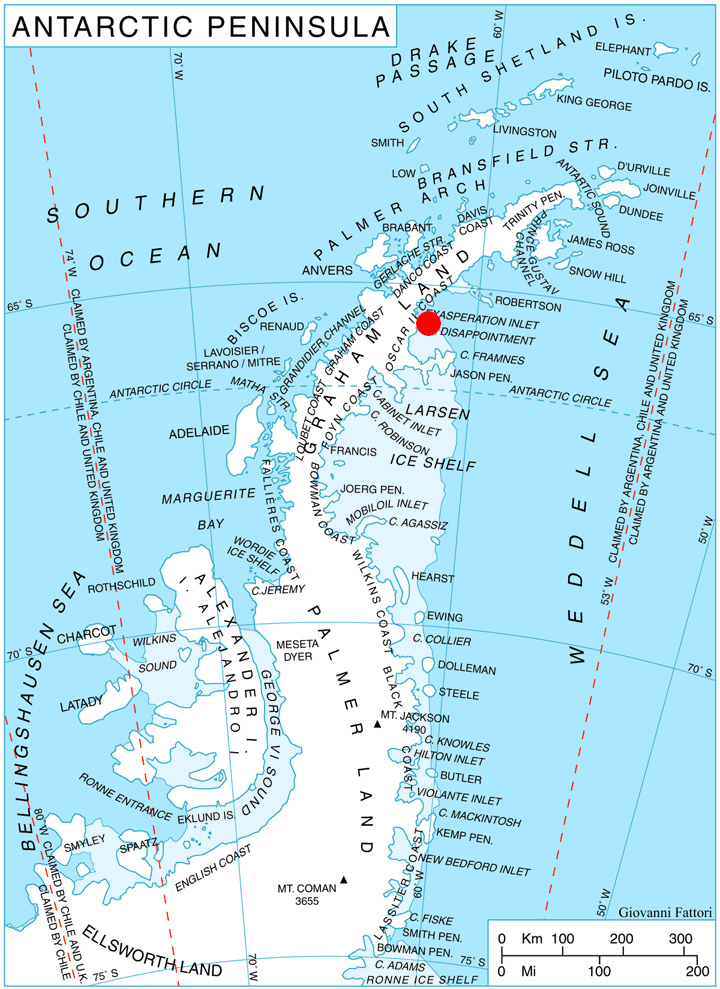

- Akra Peninsula. （页面存档备份，存于） SCAR Composite Antarctic Gazetteer.